# Самаровский Чугас
Самаровский Чугас — особо охраняемая природная территория регионального значения в Ханты-Мансийском автономном округе.

## История
Природный парк был учреждён 17 октября 2000 года и носил название «Ханты-Мансийские холмы». В 2001 году парк был переименован в «Самаровский чугас». Целью парка является охрана особо ценных природных комплексов, редких растений и животных.

## Расположение
Природный парк располагается в междуречье Оби и Иртыша в Ханты-Мансийском автономном округе. Общая площадь — 6 621 га.

## Климат
В январе средняя температура — −19,8 °С, в июле — 17,5 °С. Среднегодовое количество осадков составляет 494 мм. Вегетационный период длится 98 дней.

## Флора и фауна
На территории природного парка произрастает 416 видов сосудистых растений, 285 видов грибов, 214 видов лишайников и 91 вид мхов.
В природном парке обитает 33 вида млекопитающих, широко распространены волк, лисица, песец, бурый медведь, соболь, лесная куница, ласка, горностай, колонок, американская норка, лось, заяц-беляк, обыкновенная белка, ондатра и др. Птиц насчитывается 220 видов: серая цапля, красношейная поганка, кряква, свиязь, шилохвость, чирок-свистунок, серый гусь, гуменник, чёрный коршун, беркут и др.